# Рамадан Аталай
Вижте пояснителната страница за други личности с името Рамадан.
Рамадан Байрам Аталай е български политик, агент на Държавна сигурност, известен под псевдонима Вергил в периода 1982 – 1990 г.
По-късно става член на централното оперативно бюро на ДПС. Народен представител от парламентарната група на ДПС в XXXVIII, XXXIX, XL, XLI, XLII, XLIII, XLIV, XLV, XLVI, XLVII, XLVIII, XLIX и L народно събрание. Владее английски, турски и руски език.

## Биография
Рамадан Аталай е роден на 12 април 1957 година в разградското село Мъдрево. През 1997 г. се дипломира по специалност „право“ в УНСС. Агент „ВЕРГИЛ" на Софийско градско управление на МВР-ДС от 1982 г.;

### Политическа кариера
Рамадан Аталай е народен представител от парламентарната група на ДПС в XXXVIII, XXXIX, XL и XLI народно събрание. В XXXIX НС е зам.-председател на парламентарната Комисия за борба с корупцията и член на Комисията по транспорта. В XL НС е председател на Комисията по енергетика и отново член на Комисията за борба с корупцията в правителството на тройната коалиция.
Рамадан Аталай е кандидат за народен представител в XLII НС, издигнат от ПП „ДВИЖЕНИЕ ЗА ПРАВА И СВОБОДИ“ в 18-и МИР-Разград и в 20-и МИР-Силистра, за който Комисията по досиетата установява принадлежност към структурите на Държавна сигурност.